# الشفرة الماسية

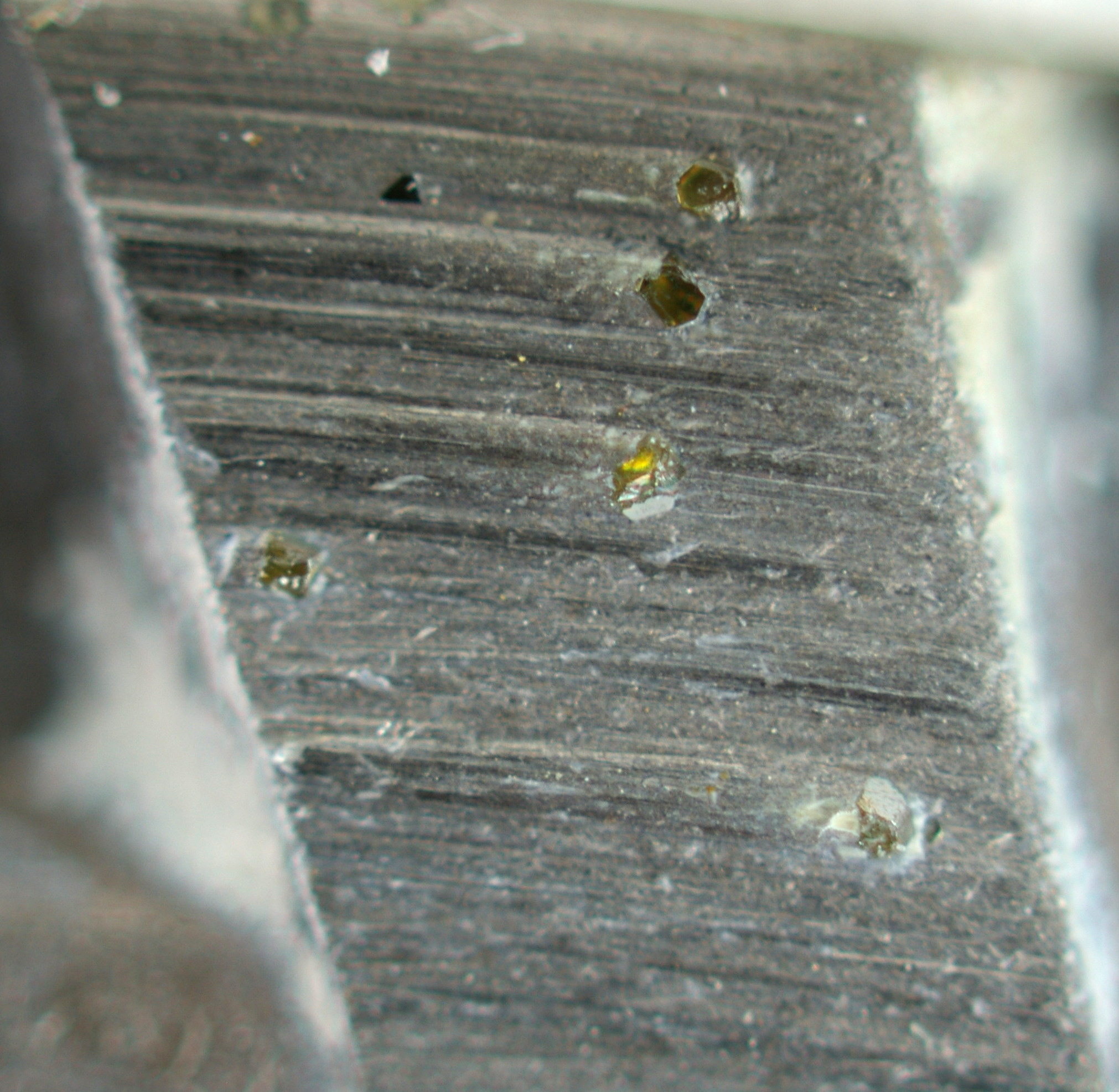
صورة مقربة لشفرة ألماس، تُظهر المعادن البالية خلف الماس على الشفرة.

الشفرة الماسية (بالإنجليزية: Diamond blade) هي شفرة المنشار التي تحتوي على ماس مثبت على حافتها لقطع المواد الصلبة أو الكاشطة. هناك العديد من أنواع شفرات الماس، ولديها العديد من الاستخدامات، بما في ذلك قطع الحجر والخرسانة والأسفلت والطوب وكرات الفحم والزجاج والسيراميك في صناعة البناء. قطع مواد أشباه الموصلات في صناعة تكنولوجيا المعلومات وقطع الأحجار الكريمة، بما في ذلك الماس، في صناعة الأحجار الكريمة.

## أنواع
الشفرات الماسية متوفرة بأشكال مختلفة:
- شفرات المنشار الدائرية هي أكثر أنواع الشفرات الألماسية استخدامًا.
- شفرة المنشار الرأسي الماسي عبارة عن صفيحة فولاذية طويلة مع قطع ألماس ملحومة عليها. عادة، يتم استخدام عشرات أو مئات من شفرات المنشار الرأسي الماسي معا لنشر كتل الحجر الخام.
- شفرة المنشار ذات الشريط الماسي عبارة عن شريط فولاذي مغلق مرن مع ماس مثبت (غالبًا بالكهرباء) على إحدى حواف الشريط.

تُصمم الشفرات الألماسية لاستخدامات خاصة التي تشمل شفرات الرخام والجرانيت والخرسانة والإسفلت والبناء والأحجار الكريمة. كما توجد أيضًا شفرات للاستعمال العام.

## طرق التصنيع

### كهربائي
يمكن أن تكون الشفرات التي تستخدم الماس المغطى بطبقة معدنية، عادةً من النيكل المطلي بالكهرباء على قاعدة نصل فولاذية، رفيعة جدًا - يمكن أن تكون الشفرات سميكة بعشرات الميكرومترات، لاستخدامها في قصاصات دقيقة.

### لحام فراغي
يتم تصنيع المناشير النحاسية الفراغية من لحام فراغي عن طريق لحام جزيئات الماس الاصطناعية مختلط بالنحاس إلى الحافة الخارجية لشفرة المنشار الدائرية في فرن فراغي [الإنجليزية]. جميع جزيئات الماس موجودة على حافة القَطع الخارجية للنصل، بدون مزيج من الألماس والمعدن. اعتمادًا على التطبيقات الموصى بها للشفرة من قبل الشركة المصنعة، تقوم الشفرات النحاسية الفراغية بتقطيع مجموعة واسعة من المواد بما في ذلك الخرسانة والبناء والصلب ومختلف أنواع الحديد والبلاستيك والبلاط والخشب والزجاج.
تقلل حبيبات الماس الاصطناعية الدقيقة من تفتيت البلاط وخدش الصلب وتوفر لمسة أكثر سلاسة. توفر حبيبات الماس الأكبر سرعة قطع أعلى، لكن من المرجح أن تتسبب في تفتيت أو تكسير. تطلب إدارات مكافحة الحرائق أن يتم تصنيع الشفرات بحبيبات كبيرة جدًا من الماس لتمزيق المواد بسرعة. عادة يتم استخدام حجم متوسط من الحبيبات للإنتاج الصناعي.

### تلبد
تعد شفرات الألماس الملبدة بالمعادن المعدنية هي أكثر أنواع الشفرات شيوعًا. تتكون هذه الشفرات من قلب فولاذي (القاعدة عبارة عن صفيحة فولاذية، على عكس الأسلاك المستخدمة في مناشير الأسلاك الماسية) وشرائح الماس، والتي يتم تصنيعها عن طريق الجمع بين بلورات الماس الاصطناعية ومسحوق المعادن ثم تلبيدها. تُعرف قطع الألماس أيضًا باسم «أسنان القطع» للشفرة.
توجد عدة تصاميم للب الفولاذي. بعضها تحتوي على مسافات (تُعرف باسم أخدود) بين الشرائح لتوفير التبريد وإزالة الملاط، بينما يكون للبعض الآخر حافة متواصلة واحدة لقطع أكثر سلاسة. يعتمد نوع اللب الذي يمكن استخدامه على نوع المواد المراد تقطيعها.
بشكل عام، هناك ثلاثة أنواع من شفرات الألماس الملبدة بالمعادن وفقًا لطرق تصنيعها: شفرات الألماس الملبدة بالكامل، شفرات الألماس النحاسية الفضية، شفرات الألماس الملحومة بالليزر.
يتم تصنيع شفرة ألماس الملبدة بالكامل من خلال وضع اللب الفولاذي مع الماس ومواد السندات المعدنية في قالب ثم تلبيده في معدات أفران التلبيد. وبالتالي، فإن قطر شفرات الألماس الملبدة بالكامل ليس كبيرًا جدًا، وعادة لا يزيد عن 400 مليمتر (16 بوصة). لا يمكن إخماد قلب الفولاذ في عملية التلبيد، وبالتالي فإن صلابة وقوة اللب ليست عالية جدًا. هذا يعني أن هذه الأنواع من شفرة الماس قد تتشوه في عمليات القطع عالية التحميل وعالية الكثافة ويمكن أن تُظهر كفاءة قطع منخفضة.
لا تملك شفرات الألماس النحاسي الفضة والليزر هذا الضعف نظرًا لأن شرائح الألماس والنواة الفولاذية يتم التعامل معها بشكل منفصل. يمكن إخماد النواة الفولاذية ومعالجتها بمعالجات حرارية أخرى، لذلك يمكن أن تكون صلابتها وقوتها عالية، مما يعني أنه يمكن استخدام الشفرة بكفاءة كبيرة في عمليات القطع عالية التحميل وذات الكثافة العالية مع أقل درجة تشوه.
يتم تلحيم شرائح الألماس النحاسية الفضية إلى قلب الفولاذ باستخدام لحام فضي. لا يمكن استخدام هذه الشفرات إلا في عمليات القص المبللة. إذا تم استخدامها في القص جافة، فقد يذوب لحام الفضة ويمكن للشرائح التكسر والانفصال عن قلب الفولاذي وتصبح خطرا كبيرا على السلامة. يُذوب الليزر ويجمع بين المعدن في شرائح الماس والصلب مما يخلق لحامًا أقوى، يمكنه الاحتفاظ بالشرائح حتى في درجات الحرارة العالية، مما يعني أنه يمكن استخدام شفرات الألماس الملحومة بالليزر لقطع العديد من أنواع الحجر دون تبريد بالماء. ومع ذلك، عند قطع المواد الصلبة أو الكاشطة، على سبيل المثال، الخرسانة المحتوية على حديد التسليح، يجب أيضًا استخدام شفرات الألماس الملحومة بالليزر مع الماء الكافي. بخلاف ذلك، من الممكن أن يكسر الجزء الماسي نفسه أو أن يُنهك القلب الفولاذي أسفل الشريحة، مما يؤدي إلى مخاطر حقيقية على السلامة.

## تطبيق شفرات الماس الملبدة بالمعادن
شفرة الماس تطحن، بدلا من ان تقطع المواد. عادة ما يكون للشفرات أسنان مستطيلة (شرائح) تحتوي على بلورات ماسية مدمجة في جميع أنحاء القطعة للتجليخ عبر مواد صلبة للغاية.
الرابط عبارة عن مصطلح يستخدم لنعومة أو صلابة مسحوق المعدن المستخدم لتشكيل الشرائح. المعادن المسحوقة تمسك الماس في المكان. يتحكم الرابط في معدل تآكل شرائح الألماس مما يسمح للماس الجديد بأن يصبح مكشوفًا على السطح لمواصلة الطحن بحافة «حادة». هناك خطوة مهمة في اختيار الشفرة وهي مطابقة الرابط مع المادة المحددة المراد قصها. العوامل الإضافية التي يجب مراعاتها هي نوع وقوة المعدات المستخدمة وتوافر المياه. المواد الأكثر صلابة تحتاج إلى شريحة ملبدة أكثر ليونة للسماح بالتعرض المستمر للماس. يمكن أن تستخدم مواد أكثر ليونة مثل الإسفلت أو الخرسانة المصبوبة حديثًا شريحة أكثر صلابة لمقاومة التآكل المتزايد الذي تخلقه المواد الأكثر ليونة والكاشطة. بالإضافة إلى ذلك، يجب أن يتلاءم حبيبات الماس (الحجم)، المتانة، والتركيز مع طبيعة المادة المراد قصها. على سبيل المثال، عندما يتم قطع المواد الصلبة، يجب أن يكون الماس أصغر.
هناك عوامل أخرى يجب مراعاتها عند اختيار شفرة الماس لتطبيق معين. وتشمل هذه النوع (طريقة التصنيع) للشفرة، وتوافر المياه في عملية القطع، والقدرة الحصانية للمنشار، ومستوى الضوضاء المقبول الناتج عن المنشار. على سبيل المثال، إذا كانت القدرة الحصانية لآلة المنشار كبيرة، فيجب أن يكون تركيز الألماس الخاص بشفرة الماس أعلى، أو يجب أن تكون الرابطة أكثر صعوبة. التركيز العالي للماس سوف يقلل من التأثير على كل ماسة في العمل، في حين أن الرابطة الأكثر صلابة ستحافظ على الألماس بقوة أكبر.

## قطع مع أو بدون ماء
تم تصميم العديد من الشفرات لتعمل إما مبللة أو جافة. ومع ذلك، تعمل أدوات الماس وشفراته بشكل أفضل عندما يكون القطع الرطب والجاف مقصورًا على الحالات التي لا يمكن أو لا ينبغي استخدام المياه فيها. سوف يمنع الماء من ارتفاع درجة حرارة الشفرة، مما يقلل بدرجة كبيرة من كمية الأتربة الضارة الناتجة عن القطع، ويزيل الملاط من القص، ويطيل عمر الشفرة، قد تتعرض أداة القص للانهاك السريع واحتمال الفشل نظرًا لأن الماس غير قادر على تحمل القوى الناتجة عن الحرارة المرتفعة عند القطع الجاف للسيراميك والمواد الكاشطة.
عندما يتعذر استخدام المياه (في المناشير الكهربائية على سبيل المثال)، ينبغي اتخاذ تدابير لضمان عدم استنشاق المشغل للأتربة الناتجة عن العملية، والتي يمكن أن تسبب السحار السيليسي، وهو مرض خطير في الرئة. عند القطع الجاف، يجب السماح للشفرة بالتبريد بشكل دوري. يمكن زيادة التبريد عن طريق السماح للشفرة بالدوران بحرية عن القطع. يوجد في إدارة السلامة والصحة المهنية قواعد صارمة بخصوص غبار السيليكا ويتطلب جهاز تنفس N95 معتمد من المعهد الوطني للسلامة والصحة المهنية في مواقع العمل حيث توجد كميات خطيرة من غبار السيليكا.